# Sécuritisation
La sécuritisation est un concept utilisé en théorie des relations internationales et en particulier par les critical security studies pour insister sur la façon dont certains objets, thèmes ou entités sont constitués en tant qu'enjeux de sécurité requérant des mesures spécifiques et parfois extraordinaires afin de les défendre. Ce concept a notamment été forgé par des auteurs constructivistes de l'école de Copenhague, tels Ole Wæver (en) (1995), afin de critiquer l'approche essentialiste qui considère que les enjeux liés à la sécurité (internationale ou nationale) sont fixés objectivement, de par leur propre nature. Il est lié de façon assez explicite à la théorie critique.

## Construire un problème de sécurité
La sécuritisation est conçue comme forme extrême de la politicisation, ou de la construction d'un événement en tant que « problème politique », permettant de faire appel à des moyens extraordinaires au nom de la sécurité. L'acte de sécuritisation suppose de légitimer l'enjeu constitué en tant qu'enjeu fondamental de sécurité auprès de l'opinion publique.
L'analyse de ces actes se focalise sur plusieurs thèmes: qui sécurise ? sur quels thèmes (menaces) ? pour qui (objet référent: quel est l'objet à protéger ? cela peut être une population, une culture, etc.) ? pourquoi ? avec quels résultats ? sous quelles conditions ? L'analyse étudie ainsi les relations entre l'acteur de la sécuritisation, l'objet référent, et le public de cet acte.
A priori rien n'empêche de constituer n'importe quel entité ou objet en problème de sécurité: les limites à la sécuritisation sont fixées par l'opinion publique et ce qu'elle est prête à accepter. On peut ainsi dire que le nazisme avait réussi à convaincre leurs électeurs que « les Juifs, les Slaves et les Tziganes » constituaient un problème de sécurité vital pour leur « identité nationale » et pour la survie de « leur race ». Dans leur ouvrage Security: A New Framework for Analysis (1998), Barry Buzan (en), Ole Wæver et Modèle:Leen évoquent cinq champs politiques où peut avoir lieu une opération de sécurisation: le champ militaire, politique, économique, social et environnemental.
Une fois qu'une entité a été sécuritisée, il est possible de légitimer la mise en œuvre de moyens extraordinaires pour faire face à la nouvelle menace: déclaration de l'état d'urgence ou de la loi martiale, etc. Les différents domaines peuvent être combinés. Ainsi, lors de l'invasion d'Irak, on peut affirmer que le conflit a été rendu possible par une sécurisation dans le champ militaire (au sujet des prétendues armes de destruction massive détenues par Saddam Hussein) et dans le champ social (la défense des droits de l'homme en Irak contre un régime dictatorial). Le contrôle accru de l'immigration et des frontières après les attentats du 11 septembre 2001, exigence dont le caractère contraignant a été formalisé par la Résolution 1373 du Conseil de sécurité des Nations unies, peut également être considéré comme un exemple de sécuritisation, transformant l'immigration d'un « problème économique et social » en un « problème de sécurité nationale » liée au terrorisme.